# Patronat Pro Pàtria
El Patronat Pro Pàtria fou una associació constituïda a Mèxic com a associació privada el 19 de novembre de 1954 per Francesc Farreras i Duran, Pere Ferrer i Batlle i Salvador Armendares i Torrent, tots ells exiliats membres de la Comunitat Catalana de Mèxic, amb la finalitat d'assegurar els cabals indispensables per al bon funcionament d'una infraestructura mínima de la Generalitat de Catalunya a l'exili.
Gràcies al seu suport econòmic el president de la Generalitat de Catalunya a l'exili Josep Tarradellas i Joan pogué organitzar la Secretaria de la Presidència de la Generalitat i els seus serveis d'informació i enllaç. Des del 28 de maig de 1960 assolí rang oficial i Tarradellas nomenà president del Patronat Antoni Maria Sbert en agraïment al seu suport quan fou nomenat president de la Generalitat el 1954. També nomenà tresorer Pere Ferrer i Batlle, secretari Joan Potau i Farré i vocals Lluís Nicolau d'Olwer, Pere Bosch i Gimpera, Ramon Frontera i Bosch, Manuel Alcàntara i Gusart, Hèctor Gally i Grivé, Josep Baqués i Rossell, Enric Calafell i Antoni Eroles i Serra.